# Giulio Caccini
Giulio Caccini (Roma, 8 de outubro de 1551 – 10 de dezembro de 1618) foi um compositor, professor, cantor, construtor de instrumentos, escritor italiano do fim da Renascença e início do Barroco e músico de harpa, alaúde e viola. Foi um dos fundadores do género da Ópera e um dos criadores que mais influenciaram o estilo Barroco. Foi também pai da compositora Francesca Caccini.

## Vida
Pouco se sabe do seus primeiros anos de vida, sendo certo que nasceu em Roma, filho do carpinteiro Michelangelo Caccini que era o irmão mais velho do escultor florentino Giovanni Caccini. Em Roma estudou alaúde, viola da gamba e harpa, e começou a adquirir reputação de cantor. Na década de 1560, Cosimo de’ Medici ficou tão impressionado com o seu talento que levou o jovem Caccini para Florença para poder levar os seus estudos mais longe.
Em 1579, Caccini era já cantor na Corte dos Médici. Era tenor e acompanhava-se a si próprio com a viola da gamba; ela cantava para entreter a corte e também em casamentos. Compôs sumptuosos intermezzos, elaborou espectáculos musicais, dramáticos e visuais, ou seja, aquilo que seria mais tarde a Ópera. Também fez parte de movimentos de humanistas, de escritores, de músicos e de escolas do mundo ocidental, sendo co-fundador da Câmara Florentina (Florentine Camerata); este era um grupo que se reunia em casa do Conde Giovanni de’ Bardi, e que se dedicava a descobrir a glória, supostamente perdida, da música dramática grega. Com um conjunto de intelectuais e de talentosos, a Câmara desenvolveu o conceito de monodia – uma linha vocal solo emocionante e afectiva, acompanhada por acordes relativamente simples de um ou mais instrumentos – que era um revolucionário afastamento da prática Polifónica na Renascença.
Nas duas últimas décadas do século XVI, Caccini continuou as suas actividadees como cantor, professor e compositor. Como professor era subestimado uma vez que utilizava um novo método. Foi ele que ensinou o castrado Giovanni Gualberto Magli, que desempenharia o papel de Orfeu na ópera homónima de Cláudio Monteverdi.
Caccini fez uma última viagem a Roma, em 1592, como secretário do Conde Bardi, onde, de acordo com os seus próprios escritos, a sua música e o seu canto encontraram uma resposta entusiástica.
Contudo, em Roma, a Casa de Palestrina e a Escola Romana era musicalmente conservadores e a música de Caccini era ralativamente rara até finais de 1600.
Como pessoa, Caccini, não parece ter sido muito honroso, ele era frequentemente motivado pela inveja e pelo ciúme. Uma vez, ele denunciou o Grande Duque Francesco de um escândalo na família dos Medici: Eleonora, esposa de Pietro de’ Medici estava a ter relações ilícitas com Bernardino Antinori, e o facto de ter Caccini o ter informado levou a que Eleonora assassinasse Pietro. A sua rivalidade com Emilio de’ Cavalieri e Jacopo Peri parece ter sido muito intensa: ele possivelmente retirou Cavalieri do seu posto de director das festividades para o casamento de Henrique IV de França e Maria de Médici em 1600, este facto fez com que Cavalieri saísse de Florença em fúria. E ele também apressou a impressão da sua ópera Euridice para que esta fosse terminada antes da ópera de Peri que tratava do mesmo assunto, enquanto simultaneamente ordenava ao seu grupo de cantores para não trabalharem nas produções de Peri.
Depois de 1605 influenciou pouco a Música, no entanto, continuou a compor e a fazer actuações de música sacra antífona. Morreu em Florença e está sepultado na Igreja de Santa Annunziata

## Música e influências
Florença e Veneza eram dois dos mais progressistas centros musicais na Europa até aos finais do séc. XVI, e a combinação das inovações musicais com o cada lugar, resultou com o desenvolvimento daquilo que seria conhecido como o estilo Barroco. As realizações de Caccini eram para criar um tipo de expressão directa da música, sendo mais fácil perceber aquilo que o cantor dizia, tornando-se assim um estilo de ópera recitativa, que influenciou inúmeros outros estilos textuais elementares da Música Barroca.

### Le nuove musiche
A música de Caccini que mais influenciou compositores posteriores foi a colecção de monodias e canções para voz solo e baixo contínuo, publicada em 1602, intitulada de Le nuove musiche. A introdução a este volume é provavelmente a mais clara descrição de motivo e mais correcta apresentação de monodia do seu tempo.

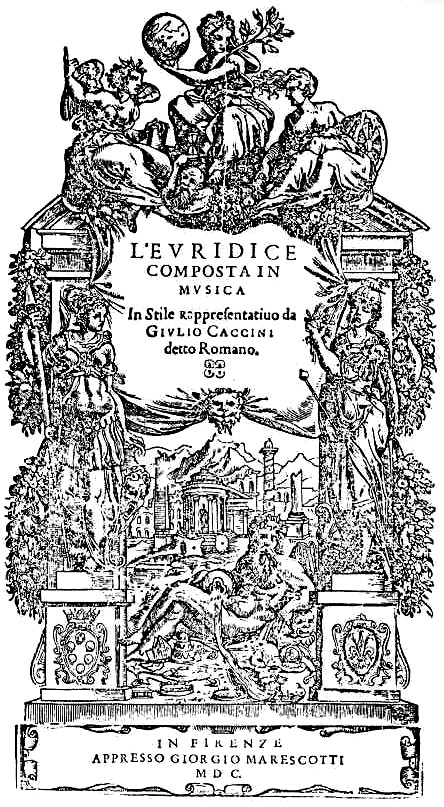
Euridice

Inclui exemplos de ornamentos – por exemplo, como uma especifica passagem pode ser ornamentada de formas diferentes maneiras, tendo em conta a emoção que o cantor quer transmitir. Caccini expressou-se descontente com a ornamentação usada pelos cantores e compositores do seu tempo.

### Óperas
Caccini compôs três óperas – Euridice (1600), Il rapimento di Cefalo (1600) e Euridice (1602), no entanto, a primeira continha música que não era da sua autoria (eram principalmente de Peri). Adicionou ainda a música para um intermédio (Io che dal ciel cader farei la luna) em 1589; e mais duas colecções de canções e madrigais, também intituladas de Le nuove musiche, em 1602 e 1614.
Não restou nenhuma música para múltiplas vozes, no entanto, registos da época indicam que Caccini esteve envolvido com música policoral (antífona) por volta de 1610. Caccini foi predominantemente um compositor de canções para voz solo e com essa capacidade adquiriu muita fama.
O mais famoso dos seus madrigais é “Amarilli, mia bella”.